# Levantamiento de Noviembre

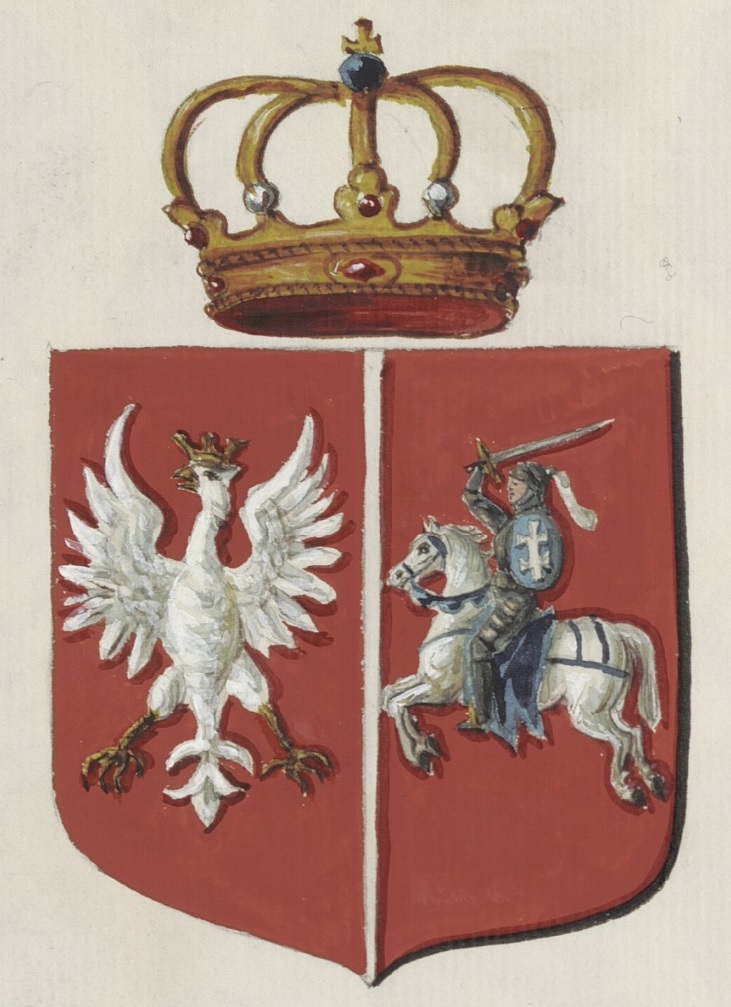
Escudo del Levantamiento de Noviembre con el águila polaca y Vytis.

El Levantamiento de Noviembre, también conocido como el levantamiento de Varsovia de 1830 o como la Revolución de los Cadetes, fue una rebelión armada contra el dominio ruso en la Polonia del Congreso. Se incluye dentro del ciclo revolucionario europeo, iniciado en las tres jornadas de julio en Francia, que se conoce como Revolución de 1830.
La revolución polaca comenzó el 29 de noviembre de 1830 en Varsovia, protagonizada por un grupo de jóvenes conspiradores de la escuela de oficiales del ejército que pronto fueron respaldados por buena parte de la sociedad polaca. Pese a lograr algunas victorias locales (Batalla de Stoczek, 14 de febrero de 1831, batalla de Olszynka Grochowska, 25 de febrero), el levantamiento, convertido en una verdadera guerra ruso-polaca, fue finalmente aplastado por el ejército ruso, numéricamente superior, al mando de Iván Paskévich en la batalla de Ostrołęka y en la batalla de Varsovia.
El 5 de octubre de 1831 unos 20 000 polacos cruzaban la frontera prusiana para no ser capturados, comenzando una emigración que los llevó en pequeños grupos hacia Francia, recibiendo muestras de simpatía al cruzar por los distintos territorios alemanes.

## Antecedentes
Polonia salió del Congreso de Viena totalmente desmembrada y ocupada, con la única excepción de la República de Cracovia. Rusia ocupaba casi todo el territorio, pero austriacos y prusianos también se hicieron con importantes territorios. Se trataba de una situación excepcional pues el nacionalismo polaco tendría que enfrentarse a tres grandes poderes y no sólo a uno, aunque el principal escollo sería el ruso, empeñado siempre en procesos de rusificación, si bien el Zar Alejandro I los dotó de un estatuto político.
Aún con ese privilegio, en Polonia empezó a crecer un fuerte sentimiento nacional. La existencia de tres potencias sobre suelo polaco, el enorme poder de la autocracia rusa y la diversidad de proyectos entre los polacos para estructurar una nueva Polonia independiente. La alta nobleza, en torno al Partido Blanco, era muy conservadora y, en realidad, no pretendía la independencia sino la autonomía pues existía el  temor de las tendencias revolucionarias liberales. El Partido Rojo, por su parte, integrado por la pequeña nobleza, la oficialidad del ejército y la burguesía de las profesiones liberales, era claro defensor de la independencia y del establecimiento de un régimen político liberal constitucional.
Fueron tiempos difíciles para los polacos que lucharon por conservar su cultura e historia. Esta etapa se caracterizó por las emigraciones e insurrecciones. En el Reino de Polonia, dependiente del Imperio ruso, el Zar Alejandro I nombró a su hermano, el Gran Duque Constantino, general en jefe del ejército polaco. Su mandato fue tiránico. Durante esta época, la convocatoria de las Dietas fue espaciándose a lo largo de los años, estableciendo la censura y suprimiendo la publicación de los debates. Además, se produjeron persecuciones en los diferentes centros educativos con el fin de eliminar cualquier rastro de la cultura polaca.
Tras la muerte del Zar Alejandro I en el año 1825, lo sucedió su hermano menor Nicolás I, caracterizado por su odio y desprecio hacia los polacos. En el año 1830, mandó enviar las tropas polacas al lado de las rusas para combatir contra los belgas apoyando a los Países Bajos. Sin embargo, éstas no llegaron a cruzar la frontera y se levantaron en Varsovia en su lucha por la independencia. El General Józef Chłopicki, antiguo compañero de Tadeusz Kościuszko, se proclamó dictador en la reunión de la Dieta con el objetivo de restablecer el orden y confirmar las garantías constitucionales. Reunida de nuevo la Dieta debido al clamor popular de la insurrección, se declaró, mediante la publicación de un Manifiesto, el Levantamiento de carácter nacional.
La revolución polaca estallaría en noviembre de 1830, espoleada por el ejemplo de lo que había ocurrido en Francia al derribar a los Borbones y establecer la Monarquía Constitucional de Luis Felipe de Orleáns. El nuevo Gobierno pidió ayuda a Francia y a Gran Bretaña, que eran proclives a simpatizar con este tipo de alzamientos, pero esas potencias no querían arriesgarse a tener una guerra abierta contra Rusia.

## Inicios
Desde hacía más de un año, Piotr Wysocki, instructor de la escuela de infantería de Varsovia, estaba organizando una conspiración contral el Gran Duque Constantino, el hermano del zar Nicolás I y comandante en jefe del ejército polaco, que era unánimemente detestado por la disciplina prusiana que intentaba imponer. El detonante de la revuelta fue la decisión de Rusia de usar tropas polacas para sofocar las Revoluciones de Francia y Bélgica. La noche del 29 de noviembre, Wysocki con 29 de sus hombres se apoderó del Palacio Belweder con la intención de asesinar al Gran Duque, pero este escapó.
El Gobierno local polaco, al que los acontecimientos le habían tomado por sorpresa, se reunió de inmediato para tomar el control y decidir que hacer. Los Ministros impopulares fueron cesados de sus cargos y el Príncipe Czartoryski, Julian Ursyn Niemcewicz, el General Józef Chłopicki y el nuncio Ulidislao Ostrowski, entre otros, tomaron sus puestos. Los leales liderados por Czartoryski inicialmente trataron de negociar con el Gran Duque Constantino y resolver los asuntos pacíficamente. Sin embargo, cuando Czartoryski le dijo al Consejo que Constantino estaba listo para perdonar a los delincuentes y que el asunto se resolvería amigablemente, Maurycy Mochnackiy y otros radicales exigieron un levantamiento nacional. Temiendo una ruptura inmediata con Rusia, el Gobierno acordó dejar que Constantino se fuera con sus tropas.

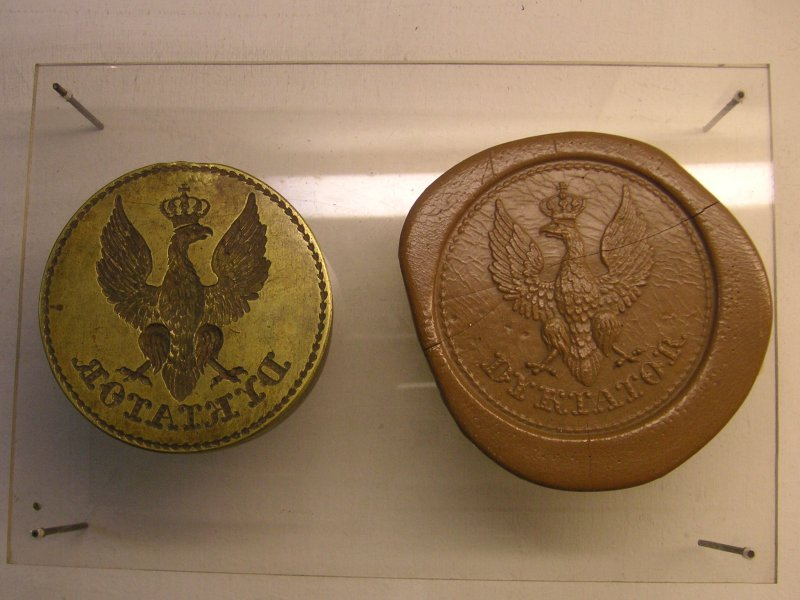
Sello del Dictador del Levantamiento

Mochnacki no confiaba en el Ministerio recién constituido y se propuso reemplazarlo con el Sociedad Patriótica Nacional, organizado por él. En una gran manifestación pública el 3 de diciembre en Varsovia, denunció las negociaciones entre el Gobierno y el Gran Duque Constantino, que estaba acampado fuera de la ciudad. Mochnacki abogó por una campaña militar en Lituania para evitar al país la devastación de la guerra y preservar el suministro local de alimentos. La reunión adoptó una serie de demandas para ser comunicadas al Consejo Administrativo, incluido el establecimiento de un Gobierno Revolucionario y un ataque inmediato contra las fuerzas de Constantino. El ejército polaco, con todos menos dos de sus generales, Wincenty Krasiński y Zygmunt Kurnatowski, se unió al levantamiento.
Los cuatro ministros restantes del gabinete prerrevolucionario abandonaron el Consejo Administrativo, y Mochnacki y tres de sus asociados del Club Patriótico tomaron sus lugares, incluido Joachim Lelewel. El nuevo organismo era conocido como el Gobierno Provisional. Para legalizar sus acciones, el Gobierno ordenó la convocación del Sejm y el 5 de diciembre de 1830 se proclamó como dictador al General Józef Chłopicki. Chłopicki consideró el levantamiento como un acto de locura, pero se inclinó ante la presión y consintió en tomar el mando temporalmente, con la esperanza de que fuera innecesario la guerra. Soldado capaz y altamente condecorado, se había retirado del ejército a causa de la artimaña de Constantino. Sobreestimó el poder de Rusia y subestimó la fuerza y el fervor del movimiento revolucionario polaco. Por temperamento y convicción se opuso a una guerra con Rusia, no creía en un resultado exitoso. Aceptó la dictadura esencialmente para mantener la paz interna y salvar la Constitución.
Creyendo que el zar Nicolás no estaba al tanto de lo ocurrido y que el levantamiento podría terminar si las autoridades rusas aceptaran la Constitución, Chłopicki envió al Príncipe Franciszek Ksawery Drucki-Lubecki a San Petersburgo a negociar, si bien el zar al enterarse de la misión de Lubecki no le dejó avanzar más que hasta Narva donde se le informó al emisario que el zar no reconocía en el nuevo Gobierno <<el derecho a de tratar de potencia a potencia>>.Eso no impidió que el zar tomase medidas políticas haciendo prometer a Prusia, que temía un levantamiento de Posnania, su neutralidad.
Al volver de la negociación, se encontraron que la Dieta había hecho una moción para proclamar a los Románov destituidos y sin pretensiones al trono polaco. El 30 de enero nombraron un Gobierno Nacional.

## Guerra ruso-polaca
El 4 de febrero, un ejército de unos 100 000 soldados avanzaban por todo el espacio que va desde la desembocadura del río Niemen al nacimiento del río Bug hacia el centro del Reino sin oposición alguna, tanto es así que el día 9 de febrero se apoderaron de Lublin. El plan ruso era el de cercar Varsovia para cortar las comunicaciones con todas las provincias y así ganar en solo una batalla. Mientras el plan polaco era reunir todas sus tropas en Praga. Si bien hubo algunas escaramuzas, que solo demostraron la superioridad numérica rusa, no fue hasta el 14 de febrero que ambos ejércitos se enfrentaron en Stoczek Łukowski, en la que  la caballería polaca bajo el brigadier Józef Dwernicki derrotó a la división rusa de Teodor Geismar. Sin embargo, la victoria tuvo mayor valor psicológico y no pudo detener el avance ruso hacia Varsovia.
El 17 de febrero, 36.000 polacos se enfrentaron a 100.000 rusos en Kałuszyn, en lo que se puede considerar un empate y en Dobre en la que unos 8.000 polacos hicieron huir a unos 27 000 rusos.